# Dendrobium odoratum
Dendrobium odoratum är en orkidéart som beskrevs av Rudolf Schlechter. Dendrobium odoratum ingår i släktet Dendrobium, och familjen orkidéer.
Artens utbredningsområde är Sulawesi. Inga underarter finns listade i Catalogue of Life.